# Wiekowo (Grande-Pologne)
Pour les articles homonymes, voir Wiekowo.
Wiekowo (prononciation : [vjɛˈkɔvɔ]) est un village polonais de la gmina de Witkowo dans le powiat de Gniezno de la voïvodie de Grande-Pologne dans le centre-ouest de la Pologne.
Il se situe à environ 6 kilomètres à l'est de Witkowo (siège de la gmina), à 21 kilomètres au sud-est de Gniezno (siège du powiat) et à 64 kilomètres à l'est de Poznań (capitale régionale).

## Histoire
De 1975 à 1998, le village faisait partie du territoire de la voïvodie de Konin.

Depuis 1999, Wiekowo est situé dans la voïvodie de Grande-Pologne.